# حقل كوبال النفطي
حقل كوبال النفطي (بالفارسية: میدان نفتی کوپال) هو حقل نفط إيراني يقع في محافظة خوزستان على بُعد 60 كم شرق مدينة الأهواز، اكتُشف الحقل في سنة 1965 وبدأ بالإنتاج في سنة 1970. بَلَغ إجمالي الاحتياطيات المؤكدة لحقل كوبال حوالي 5.6 مليار برميل. يبلغ طول الحقل 60 كم وعرضه 1.5 كم ويتضمن خزانين أسمري وبنجستان. حتى الآن، حُفر 55 بئرًا من الحقل وهناك 39 بئرًا نشطًا ينتجون إجمالي 93.000 برميل يوميًا. الحقل مملوك للشركة الوطنية الإيرانية للنفط (NIOC) وتديره الشركة الوطنية الإيرانية لنفط الجنوب (NISOC).